# Palmicellaria coronopus
Palmicellaria coronopus är en mossdjursart som beskrevs av Canu och Bassler 1929. Palmicellaria coronopus ingår i släktet Palmicellaria och familjen Celleporidae. Inga underarter finns listade i Catalogue of Life.